# Trophée de football
Pour les articles homonymes, voir Trophée.
À l'origine, les trophées étaient les seules récompenses réelles pour les vainqueurs des compétitions de football. Les primes et autres revenus ne sont apparus qu'avec l'arrivée du football business dans la deuxième moitié du XXe siècle. Il était donc important que les trophées soient beaux.

## Détenteurs de trophées originaux
Les trophées sont généralement remis en jeu lors de la compétition suivante. Seuls les vainqueurs multirécidivistes sont autorisés à conserver définitivement leur trophée.
- CAF : Toute équipe qui remporte trois fois une compétition devient propriétaire du trophée. Les trophées suivants ont déjà été offerts à titre définitif une ou plusieurs fois :
  - Coupe d'Afrique des Nations : Ghana en 1978 et Cameroun en 2000
  - Coupe d'Afrique des Champions : Hafia FC en 1977 et Zamalek en 1993
  - Coupe de la CAF : JS Kabylie en 2002
  - Super Coupe d'Afrique : Zamalek en 2003
- Coupe d'Espagne : Tout club qui emporte cinq fois la Coupe d'Espagne ou trois fois consécutivement peut conserver définitivement le trophée. Le FC Barcelone (cinq trophées), l'Athletic Bilbao (3 trophées), Club Vizcaya de Bilbao, Real Madrid, FC Séville et Atletico Madrid (un trophée) ont pu ainsi enrichir leur vitrine d'un ou plusieurs trophées originaux.
- FIFA : Le Brésil est devenu le propriétaire définitif du trophée Jules Rimet après sa troisième victoire en 1970. Le nouveau trophée reste la propriété de la FIFA.
- Championnat de France : L'Olympique lyonnais a définitivement acquis le trophée du championnat de France au terme de la saison 2005-2006, pour être devenu le premier club français à avoir remporté le championnat cinq fois de suite. Le nouveau trophée de champion (Hexagoal) sera offert définitivement à la première équipe qui le remportera cinq fois de suite.
- UEFA : Toute équipe qui remporte une compétition 3 fois de suite ou 5 fois en tout devient propriétaire du trophée. Cette règle a été instaurée au cours de la saison 1968-69.
  - Ligue des champions : Le Real Madrid (pour ses 6 victoires en 1956 à 1960 et 1966, avant donc l'instauration de la règle citée au-dessus), l'Ajax Amsterdam (pour ses trois victoires consécutives de 1971 à 1973), le Bayern Munich (pour ses trois victoires consécutives de 1974 à 1976), le Milan AC (pour ses cinq victoires de 1963, 1969, 1989, 1990 et 1994) et le Liverpool FC (pour ses cinq victoires de 1977, 1978, 1981, 1984 et 2005) sont propriété d'un trophée de la Coupe des Champions.
  - Coupe des villes de foires : À la fin de la saison 1970-1971, la Coupe des villes de foires fut remplacée par la Coupe UEFA. Un match opposa le premier et le dernier vainqueur de la Coupe afin de déterminer qui pourrait conserver définitivement le trophée. Le FC Barcelone a pu conserver le trophée grâce à sa victoire 2-1 face à Leeds United.
  - Super Coupe d'Europe : Le Milan AC est devenu propriétaire du trophée lors de sa cinquième victoire dans l'épreuve en 2007 (victoires en 1989, 1990, 1994, 2003 et 2007).

## Curiosités
- Le plus vieux trophée actuellement en jeu est la Coupe d'Écosse (1873). La coupe d'Angleterre est la plus ancienne compétition existante (1872), mais le trophée utilisé ne date que de 1911.
- Depuis quelques années, il est de coutume d'accrocher des rubans aux couleurs des équipes finalistes sur le trophée avant la finale. À la fin du match, et avant la remise du trophée, on enlève les rubans de l'équipe vaincue. Ce principe a été utilisé pour la première fois lors de la finale de la Cup 1901 et la victoire de Tottenham.

## Quelques trophées

### Trophées internationaux
- CAF : Ligue des champions de la CAF
- FIFA : Coupe du monde
- FIFA : Coupe des confédérations
- FIFA : Championnat du Monde des clubs
- UEFA : Championnat d'Europe des Nations
- UEFA : Coupe de Futsal de l'UEFA
- UEFA : Coupe UEFA féminine
- UEFA : Super Coupe d'Europe
- UEFA : Ligue des nations de l'UEFA
- CONMEBOL : Copa América
- UEFA : Ligue des champions de l'UEFA

### Trophées nationaux majeurs
- Allemagne : Trophée du Champion d'Allemagne
- Espagne : Super Coupe d’Espagne
- Espagne : Trophée du Champion d'Espagne (LA LIGA)
- Espagne : Coupe du roi (COPA DEL REY)
- Allemagne : Coupe d'Allemagne
- France : Les trophées du champion, Trophée de Ligue 1, Hexagoal
- Italie : Trophée du Champion d'Italie
- Pays-Bas : Super Coupe des Pays-Bas

## Sources
- Coupe d'Espagne
- Coupe des Champions (voir page 8)